# Julija Charkiwska
Julija Borysiwna Charkiwska (ukrainisch Юлія Борисівна Харківська, englisch Yuliya Borysivna Kharkivska; * 14. September 1976 in Lwiw, Ukrainische SSR), verheiratete Julija Schepilenko (ukrainisch Юлія Шепіленко, englisch Yuliya Shepilenko), ist eine ehemalige ukrainische Skirennläuferin.

## Biographie
Charkiwska gab ihr internationales Renndebüt bei den Juniorenweltmeisterschaften 1993 in Monte Campione bzw. Colere, wobei sie ihre beste Platzierung im Slalom mit Rang 54 erreichte.
Neun Monate später, am 22. Dezember 1993, gab sie beim Super-G von Flachau ihr Weltcupdebüt, wobei sie als 56. und letzte die Weltcuppunkte deutlich verpasste.
1996 nahm sie zum ersten und einzigen Mal an Alpinen Skiweltmeisterschaften teil. Bei den Wettkämpfen in der Sierra Nevada erreichte sie den 25. Platz im Slalom.
Zwei Jahre später erreichte sie bei den Olympischen Winterspielen in Nagano ihr bestes Ergebnis bei einem internationalen Großereignis, sie wurde 20. in der Alpinen Kombination. Nach den Spielen ist sie nicht mehr als Rennläuferin in Erscheinung getreten.
Nach dem russischen Überfall auf die Ukraine flüchtete sie gemeinsam mit ihren Töchtern Anastassija und Kateryna Schepilenko über Polen ins Kaunertal, wo sie seitdem leben.

## Erfolge

### Olympische Winterspiele
- Nagano 1998: 20. Alpine Kombination, 33. Abfahrt, DNS Riesenslalom

### Weltmeisterschaften
- Sierra Nevada 1996: 25. Slalom, 28. Riesenslalom, 37. Abfahrt, 37. Super-G

### Nor-Am Cup
- Eine Platzierung unter den besten 10

### Juniorenweltmeisterschaften
- Monte Campione/Colere 1993: 54. Slalom, 63. Super-G
- Voss 1995: 44. Abfahrt, 57. Slalom, DNF Riesenslalom

### Weitere Erfolge
- Ein Sieg bei einem FIS-Rennen